# Theodore Edgar McCarrick
Theodore Edgar McCarrick (New York, 7 juli 1930 – Missouri, 3 april 2025) was een Amerikaans geestelijke en  kardinaal van de Rooms-Katholieke Kerk.

## Levensloop
McCarrick studeerde theologie en geschiedenis aan het seminarie van het bisdom New York in Yonkers. Op 31 mei 1958 werd hij priester gewijd. Daarna studeerde hij sociologie, waarin hij - aan de Catholic University of America in Washington D.C. - een doctoraat behaalde.
Op 24 mei 1977 werd McCarrick benoemd tot hulpbisschop van New York en tot titulair bisschop van Rusibisir. Zijn bisschopswijding vond plaats op 29 juni 1977. Op 19 november 1981 werd hij benoemd tot bisschop van Metuchen. Op 30 mei 1986 volgde zijn benoeming tot aartsbisschop van Newark. Op 17 oktober 1998 werd hij tevens benoemd tot superior van de Turks- en Caicoseilanden. Hij werd op 21 november 2000 benoemd tot aartsbisschop van Washington D.C.
Tijdens het consistorie van 21 februari 2001 werd McCarrick kardinaal gecreëerd. Hij kreeg de rang van kardinaal-priester. Zijn titelkerk werd de Santi Nereo e Achilleo. Hij nam deel aan het conclaaf van 2005.
McCarrick ging op 16 mei 2006 met emeritaat. Op 7 juli 2010 verloor hij - in verband met het bereiken van de 80-jarige leeftijd - het recht om deel te nemen aan een toekomstig conclaaf. Bijna negen jaar later werd hem zijn priesterlijke status ontnomen wegens seksueel misbruik.

## Schandaal
Op 28 juli 2018 werd bekend dat paus Franciscus het terugtreden als kardinaal van McCarrick had geaccepteerd. De kardinaal was door meerdere mannen beschuldigd van seksueel misbruik. Hiermee verloor McCarrick zijn plaats in het College van Kardinalen.
Op 25 augustus 2018 publiceerde de oud-nuntius van het Vaticaan in de Verenigde Staten aartsbisschop Carlo Maria Viganò een 11 pagina's tellend memorandum, waarin hij stelt dat paus Franciscus al lang wist van het misbruik dat gepleegd werd door McCarrick en te laat in actie kwam. Viganò stelt dat Franciscus kort nadat hij in maart 2013 als paus was aangetreden, probeerde om sancties die door zijn voorganger paus Benedictus aan McCarrick waren opgelegd, te verzachten. McCarrick zou daarna een belangrijke rol hebben gespeeld als adviseur bij de benoeming van nieuwe (aarts)bisschoppen in de Verenigde Staten. In zijn memorandum roept de vroegere kerkelijke topdiplomaat paus Franciscus op om af te treden. In het rapport-McCarrick dat het Vaticaan op 10 november 2020 opstelde daarentegen, sloeg Viganò zelf een opdracht van het Vaticaan in de wind om een beschuldiging tegen McCarrick te onderzoeken, en is er geen enkel bewijs voor de bewering van Viganò dat hij paus Franciscus zou hebben ingelicht.
McCarrick werd op 11 januari 2019 door de Congregatie voor de Geloofsleer (CDF) teruggezet in de lekenstand wegens sollicitatio ('uitlokking') en zondigen tegen het zesde gebod met minderjarigen en volwassenen, met machtsmisbruik als verzwarende factor. Het beroep tegen deze beslissing werd op 13 februari 2019 afgewezen, en op 16 februari 2019 maakte het Vaticaan bekend dat paus Franciscus erkend heeft dat de beslissing een definitief karakter heeft gekregen.
Op 28 mei 2019 publiceerde een voormalige assistent en secretaris van oud-kardinaal McCarrick excerpten uit correspondentie van McCarrick waaruit blijkt dat het Vaticaan McCarrick in 2008 in verband met zijn gedrag beperkingen had opgelegd wat betreft het verschijnen in het openbaar en het internationaal reizen. Zijn opvolger als aartsbisschop van Washington, kardinaal Donald Wuerl, was ook van deze restricties op de hoogte. Allengs houdt McCarrick zich, zowel onder het pontificaat van paus Benedictus XVI, als onder dat van paus Franciscus, minder aan het opgelegd regime en ontbreekt het aan handhaving van de regels door de kerkelijke leiding. In een interview zei paus Franciscus niets van restricties rond McCarrick geweten te hebben.
McCarrick overleed op 3 april 2025 op 94-jarige leeftijd.
- Bibliothèque nationale de France: cb13577992j (data)
- Gemeinsame Normdatei: 105856255X
- International Standard Name Identifier: 0000 0000 4288 7448
- Library of Congress Control Number: nb2005011108
- Système universitaire de documentation: 079715109
- Virtual International Authority File: 16744200
- WorldCat: E39PBJmtCPhjWjMq9b6WxPdqQq